# Crates (comediógrafo)
Crates de Atenas redirige aquí. Para el filósofo ateniense llamado Crates, véase Crates de Triasio.
Crates (en griego antiguo: Κράτης) fue un comediógrafo ateniense del siglo V a. C., encuadrado en la Comedia Antigua. La Suda, léxico bizantino, afirma que el hermano de Crates era un poeta épico llamado Epilico (del que no se tienen más datos).
Un escolio a Los caballeros de Aristófanes, verso 357, asegura que Crates comenzó su carrera como actor en la compañía de otro poeta cómico, Cratino. En los versos 537-40 de Los caballeros, Aristófanes se refiere a Crates como uno de los autores más importantes de la generación anterior, y según Aristóteles en la Poética fue el primer comediógrafo ateniense en abandonar el estilo yámbico y componer obras con una trama coherente, siguiendo el ejemplo de los poetas cómicos sicilianos. Resultó ganador en tres ocasiones en las Dionisias Urbanas. Su primera victoria tuvo lugar, probablemente, a finales de la década de 450 a. C. o al comienzo de la siguiente (Inscriptiones Graecae II2 2325. 52), justo antes que Calias y Teleclides. 
Se conservan 60 fragmentos (cuatro de ellos de atribución dudosa) de las comedias de Crates, así como diez títulos: Los vecinos, Los héroes, Las fieras salvajes, Lamia, Los metecos, Los juegos, Los hombres encadenados, Los oradores, Los samios y Hechos audaces. 
No está claro si este Crates debe identificarse con el poeta homónimo al que la Suda asigna otras tres comedias: El tesoro, Las aves y El hombre que amaba el dinero, la primera y la última de las cuales parecen, por su título, más propias de la Comedia Media. 
La edición estándar de los fragmentos se encuentra en los Poetae Comici Graeci de Kassel-Austin, Berlín y N.Y.: W. de Gruyter, 1983, vol. 4, pp.83-110.